# Neoxenophthalmus obscurus
Neoxenophthalmus obscurus is een krabbensoort uit de familie van de Xenophthalmidae. De wetenschappelijke naam van de soort is voor het eerst geldig gepubliceerd in 1893 door Henderson.